# ریچارد گارسیا میراندا
ریچارد گارسیا میراندا (به پرتغالی: Richard Garcia Miranda Silva) مهاجم اهل برزیل است که در شهر سائوپائولو و در تاریخ ۱۵ اکتبر ۱۹۷۵ به دنیا آمده‌است.
ریچارد گارسیا میراندا در تیم‌های فوتبال Sampaio Corrêa سابقهٔ حضور دارد.